# Skórzyno
Skórzyno (deutsch Schorin, slowinzisch Skʉ̀ɵ̯řänɵ) ist ein Dorf in der Woiwodschaft Pommern in Polen. Es gehört zur Gmina Główczyce (Gemeinde Glowitz) im Powiat Słupski (Stolper Kreis).

## Geographische Lage
Das Dorf liegt in Hinterpommern, etwa 29 Kilometer nordöstlich der Stadt Słupsk  (Stolp) und zwei Kilometer nordwestlich des Kirchdorfs Główczyce (Glowitz).

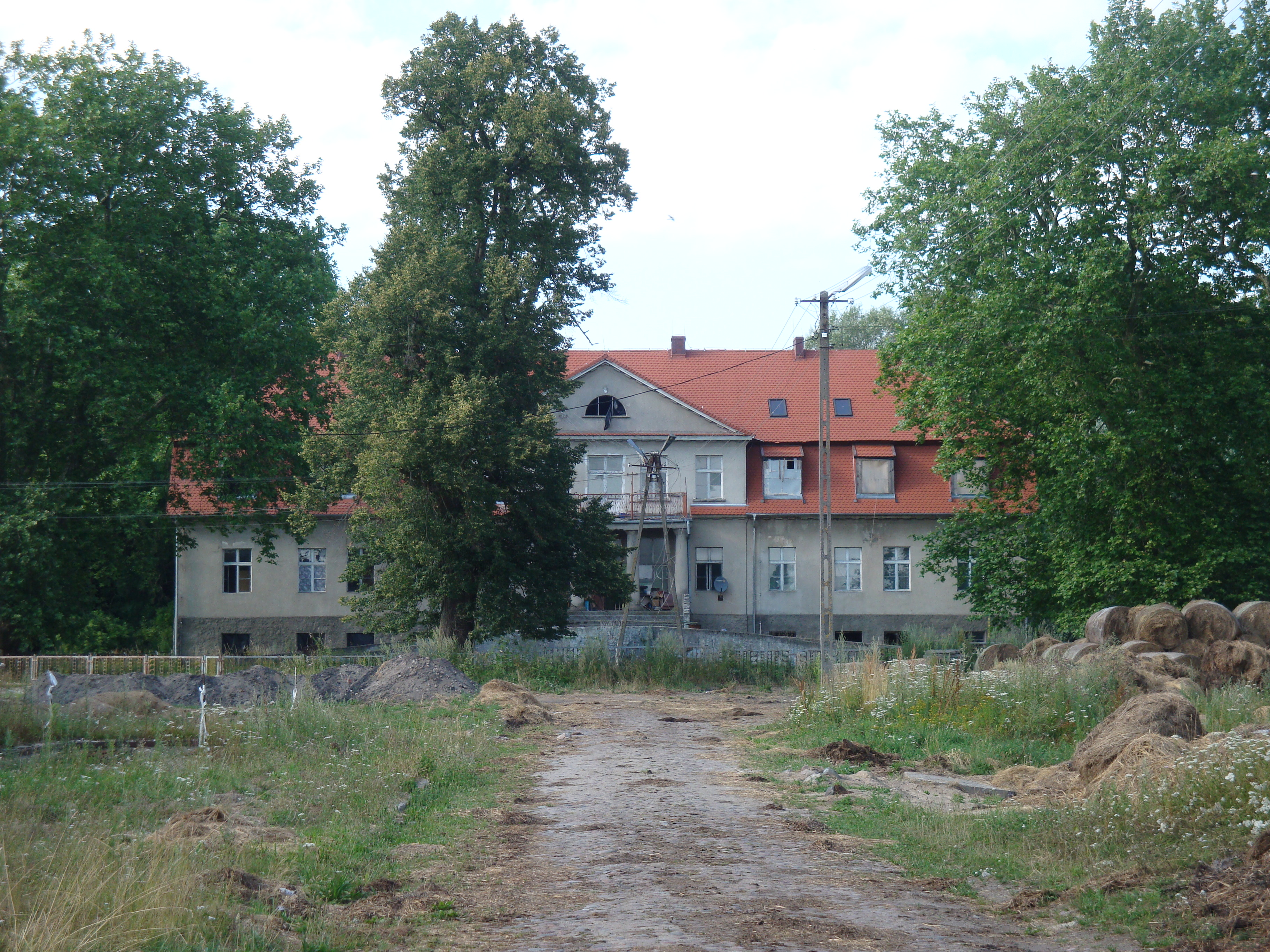
Das ehemalige Gut Schorin

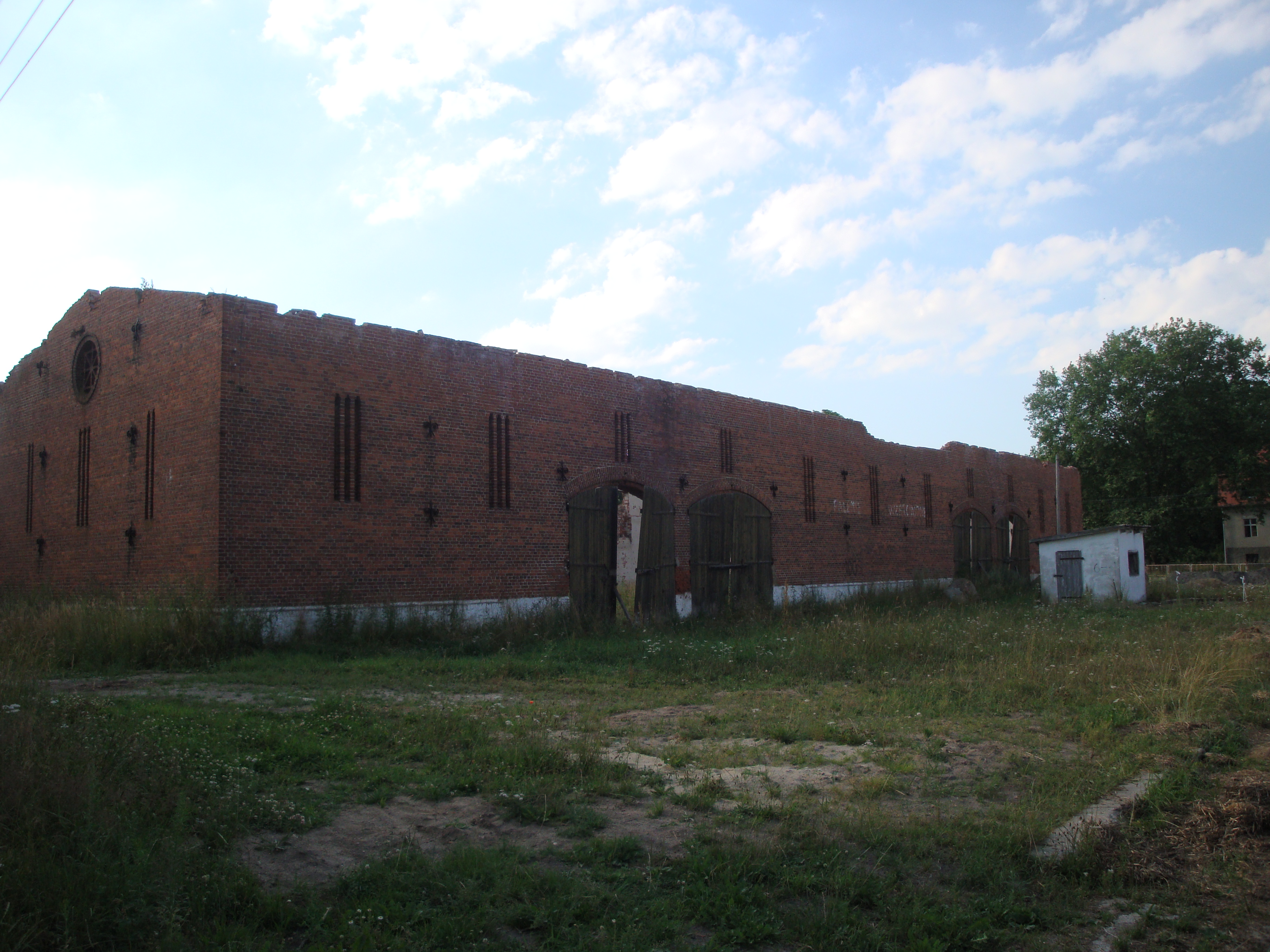
Ruine eines ehemaligen Wirtschaftsgebäudes des Guts Schorin

## Geschichte
Skórzyno  (ältere Namensformen: Zursin, Scuron, Schrin, Schorrin) wird in einer Urkunde von 1281 genannt, mit der der pommerellische Herzog Mestwin II. das Dorf dem Prämonstratenser-Nonnenkloster in Stolp schenkte. 1290 überließ der Abt des Klosters Belbuck dem Garder Pfarrer Themo die Einnahmen aus dem Dorf, den sogenannten Zehnten, auf Lebenszeit. Im Jahr 1315 bestätigte der brandenburgische Markgraf Waldemar dem Kasimir Swenzo aus dem Adelsgeschlecht der Swenzonen den Besitz des Dorfs Schorin als Lehen. Später besaß die Familie Stojentin das Dorf Schorin als Lehen. 1806 hielt sich Ulrike von Kleist bei ihrer Halbschwester Friederike, der Ehefrau des Gutsbesitzers, auf Gut Schorin auf, wo sie 1807 von ihrem Halbbruder Heinrich von Kleist besucht wurden.
Im 18. Jahrhundert bestand Schorin zeitweilig aus zwei Teilen, Schorin A und Schorin B, die jedoch beide im Besitz der Familie Stojentin blieben.
Im Jahr 1784 gab es in Schorin zwei Vorwerke, vier Bauern, fünf Kossäten, einen Schulmeister und insgesamt 16 Haushaltungen. Damals wurde in dem Dorf noch überwiegend kaschubisch gesprochen. 1804 war Philipp von Stojentin († 1844) Herr auf Schorin, Darsow und Schidlitz. Sein einziger Sohn, Robert von Stojentin, starb 1875. Dessen Söhne Oskar und Emil blieben kinderlos, damit war Emil der letzte Besitzer von Schorin mit dem Namen Stojentin. Seine Tochter, Rosalie von Stojentin, heiratete Axel von Bonin. Dadurch kam das Gut an die Familie Bonin. Letzter Besitzer von Schorin war Karl-Oskar von Bonin (* 1898). 
Im Jahr 1925 standen in Schorin 27 Wohngebäude. Im Jahr 1939 lebten in Schorin 222 Einwohner in 48  Haushaltungen. 
Vor 1945 gehörte Schorin zum Amtsbezirk Glowitz im Landkreis Stolp der preußischen Provinz Pommern. Die Gemeindefläche war 669 Hektar groß. In der Gemeinde Schorin gab es neben Schorin die Wohnplätze Boyrk, Friedrichsruh und Sogorny. 
Außer dem 430 Hektar (1938) großen Gut gab es in Schorin 14 landwirtschaftliche Betriebe.
Gegen Ende des Zweiten Weltkriegs besetzte am 9. März 1945 die Rote Armee das Dorf. Eine Flucht war auf Grund des Schneetreibens unterblieben. Da das Dorf im militärischen Sperrgebiet an der Ostsee lag, mussten die Dorfbewohner den Ort vorübergehend verlassen. Sie wichen in die Dörfer Zipkow und Stojentin aus. Die sowjetischen Truppen richteten auf dem Gut eine Verwaltung ein und blieben bis 1948 dort.  
Bereits im Laufe des Jahres 1945 übernahmen Polen einige der Bauernhöfe. Es waren ehemalige Kriegsgefangene, die bei den Bauern gearbeitet hatten. Schorin  wurde in Skórzyno umbenannt. Die Dorfbewohner wurden erst 1948 und später von den Polen vertrieben. Im Jahr 1957 sollen in Schorin noch 150 Deutsche gewesen sein und sich nur sechs bis acht Höfe im Besitz von Polen befunden haben.
Später wurden in der Bundesrepublik Deutschland 92 und in der DDR 42 aus Schorin gekommene Dorfbewohner ermittelt.
Das Dorf gehört heute zum Powiat Słupski der Woiwodschaft Pommern (bis 1998 Woiwodschaft Stolp) geworden. Hier leben heute etwa 170 Einwohner.

### Kirche
Die vor 1945 in Schorin anwesenden Dorfbewohner waren evangelisch. Im Jahr 1925 gab es zwei Dorfbewohner katholischer Konfession. Schorin gehörte zum Kirchspiel Glowitz und damit zum Kirchenkreis Stolp-Altstadt.

### Schule
Die vor 1945 in Schorinn vorhandene Volksschule war einstufig. Im Jahr 1932 unterrichtete dort ein einzelner Lehrer 36 Schulkinder.